# Chains (canción de Nick Jonas)
«Chains» es una canción del cantante estadounidense Nick Jonas, tomada de su segundo álbum epónimo. Fue lanzado el 30 de julio de 2014 por Island y Republic como el sencillo principal del álbum. La canción fue escrita y producida por Jason Evigan, también coescrita por Ammar Malik, y Danny Parker. Se trata de una canción de R&B, con ritmos golpeados por el tambor, un toque de trap bajista en la introducción y el puente como instrumentación de la canción. Líricamente, la canción habla de sentirse atrapado en un amor vinculante y desesperanzado.
Considerado un alejamiento de su música con los Jonas Brothers y Nick Jonas & The Administration, la canción fue elogiada por los críticos de la música por ser una canción para adultos, con su voz y su producción alabada. Los cantantes estadounidenses Justin Timberlake y Miguel fueron influencias para la canción, como lo señalaron algunos críticos. El vídeo musical de la canción fue dirigido por Ryan Pallotta y fue lanzado el 30 de julio de 2014.
Después del éxito de "Jealous" en las estaciones de radio en los Estados Unidos, Island y Republic relanzaron Chains como el siguiente sencillo de Jonas. La canción fue lanzada en las radios el 20 de enero de 2015. Impactó la radio rítmica el 3 de marzo de 2015. El 28 de febrero de 2015 un remix de la canción emergió el cual ofrecía las vocales de Jhené Aiko. La canción ha alcanzado el número 13 en el Billboard Hot 100, pasando 20 semanas en la lista, más tarde recibiendo una doble certificación de platino en el país. El remix fue lanzado el 2 de marzo de 2015. Los remixes dance de Chains alcanzaron el número uno en la lista Billboard's Dance Club Songs en su edición del 23 de mayo de 2015.

## Antecedentes
En febrero de 2013, Los Jonas Brothers anunciaron que estaban regresando a la escena musical con un nuevo sencillo llamado "Pom Poms". La canción recibió críticas favorables de los críticos de música, pero tuvo un éxito muy moderado en las listas. Más tarde, la banda lanzó la canción "First Time" en junio de 2013, como el segundo sencillo de su entonces próximo quinto álbum de estudio. Un mes más tarde anunciaron que el álbum se llamaría "V". La banda también anunció una gira, pero fue cancelado pronto y más adelante la banda anunció su separación en octubre, cancelando también el álbum.
Más tarde, a principios de 2014, Nick Jonas anunció que iba a lanzar un disco en solitario, afirmando: "Tengo un montón de cosas en la tubería en este momento y estoy esperando para lanzar algunas noticias sobre mi música y mis próximos pasos . No está completamente encerrado todavía, pero he empezado a hacer algo de música y ahora se trata de alinear las piezas ". Durante una entrevista para Time, comentó sobre la dirección musical del álbum, diciendo: "En realidad quería hacer un disco que fuera diferente de todo lo que había hecho en el pasado, pero eso fue fiel a mis influencias: Stevie Wonder, Prince, Bee Gees. Y más recientemente The Weeknd y Frank Ocean. Vibración de R&B alternativo y del estallido. Apenas cayó en un lugar realmente natural muy temprano." El 24 de julio de 2014, Complex estrenó Chains, que fue anunciado como el sencillo líder de su próximo álbum en solitario. La canción fue lanzada para descarga digital el 30 de julio de 2014.

## Recepción
La canción recibió críticas generalmente favorables de los críticos de la música, que elogió el nuevo estilo musical de Jonas y la producción de la canción. Jason Lipshut de Billboard fue positivo, declarando que el cantante estaba "desesperadamente tratando de posicionarse como un artista adulto y tener éxito". Mike Wass, de Idolator, comparó a Jonas con Justin Timberlake. Joey DeGroot de Music Times era ambivalente hacia su contenido lírico, llamándolo "el punto más débil de la canción", pero elogió "la producción y la interpretación vocal de Jonas", alegando que eran "más que compensarla. Dylan Mial de Blogcritics elogio la canción, llamándola "por lejos la pista más grande, más inspirada y más potente de 2014 - es pura perfección musical."

## Vídeo musical
El 23 de julio de 2014 se anunció que un vídeo musical estaba siendo filmado, siendo coproducido por Nick Jonas con el director Ryan Pallotta. El vídeo protagonizado por Dylan Penn, la hija de Sean Penn y Robin Wright, con E! Noticias informando que Nick estaba trabajando con ella en un proyecto de vídeo secreto en el centro de Los Ángeles en el Hotel Alejandría. El 25 de julio de 2014 se publicaron los primeros 15 segundos del vídeo musical. Más tarde, el 28 de julio de 2014, dos otros fragmentos de 15 segundos fueron puestos en libertad, el vídeo completo que se estrenó el 30 de julio de 2014. El vídeo presenta a Jonas arrastrado por el suelo de una iglesia por una mujer misteriosa, a una silla. El 31 de marzo de 2015 un segundo vídeo de la canción fue lanzado. Llamado Chains: The Wynwood Walls Edition. El vídeo fue filmado en la instalación de grafitis de Wynwood Walls en Miami.

## Posicionamiento en listas

### Semanales
| Australia      | ARIA Top 100 Singles   | 83 |
| Canadá         | Canadian Hot 100       | 27 |
| Estados Unidos | Billboard Hot 100      | 13 |
| Estados Unidos | Dance Club Songs       | 1  |
| Estados Unidos | Pop Songs              | 6  |
| Estados Unidos | Adult Pop Songs        | 23 |
| Estados Unidos | Dance/Mix Show Airplay | 6  |
| Estados Unidos | Rhythmic Songs         | 21 |
| Reino Unido    | UK Singles Chart       | 79 |

### Anuales
| País           | Lista (2015)      | Posición |
| -------------- | ----------------- | -------- |
| Canadá         | Canadian Hot 100  | 100      |
| Estados Unidos | Billboard Hot 100 | 68       |
| Estados Unidos | Pop Songs         | 35       |
| Estados Unidos | Dance Club Songs  | 38       |
| Estados Unidos | Radio Songs       | 64       |

### Certificaciones
| País           | Organismo certificador | Certificación | Ventas certificadas | Ref.   |
| -------------- | ---------------------- | ------------- | ------------------- | ------ |
| Canadá         | Music Canada           | Platino       | 80 000              | [ 35 ] |
| Estados Unidos | RIAA                   | 2× Platino    | 2 000 000           | [ 36 ] |